# Weißach (Bregenzer Ach)
Die Weißach ist ein 32,6 Kilometer langer, rechtsseitiger und östlicher Zufluss der Bregenzer Ach in den deutschen und österreichischen Alpen.

## Geographie

### Verlauf

Mündung des Flusses in die Bregenzer Ach, samt Haltestelle und Brücke der 1902 eröffneten Bregenzerwaldbahn. Bei deren Bau wurde die Weißachmündung eigens verlegt, damit diese möglichst schmal und die Brücke so kurz wie möglich ausfallen konnten.

Der Fluss entspringt westlich von Immenstadt im Landkreis Oberallgäu. Von seiner Quelle, die südwestlich des Immenstädter Horns entspringt, fließt die Weißach zwischen der Hochgratkette und dem Prodel-Schichtkamm in Richtung Südwesten, um dann ab dem Imberg auf nordwestlichen Lauf nach Oberstaufen zu wechseln. Danach zieht die Weißach nach Südwesten, überschreitet bei Aach die Grenze zwischen Deutschland und Österreich und mündet zwischen Langenegg und Doren in die Bregenzer Ach.
Östlich von Steibis in der Gemarkung Aach im Allgäu, sowie südlich von Buchenegg stürzt der Fluss die Buchenegger Wasserfälle hinab.

### Ehrenschwanger Tal
Das obere Weißachtal zwischen der Quelle und der Biegung nach Südwesten (Hochgratbahn) wird auch Ehrenschwanger Tal genannt, nach dem Namen eines Jagdhauses in diesem einst sehr entlegenen Tal. 

### Zuflüsse
Zwischen Doren und Krumbach mündet die Bolgenach, das größte Nebengewässer der Weißach.
Unvollständige Liste von Zuflüssen, von der Quelle zur Mündung:
- Sedererbach (links)
- Speichertobelbach (links)
- Horbach (links)
- Lanzenbach (links)
- Katzenbach (rechts)
- Mittelbach (rechts) an den Buchenegger Wasserfällen
- Buchenegger Graben (rechts)
- Angerbach (links)
- Eibelebach (rechts) auf der bayerisch-vorarlbergischen Landesgrenze
- Littenbach (links) auf der bayerisch-vorarlbergischen Landesgrenze
- Jagdbach (links)
- Bolgenach (links)
- Kreierbach (rechts)
- Glatzbach (Weißach) (links)

## Fischbestand
Die ansässigen Fischarten sind Bachforelle und Mühlkoppe. Im Unterlauf gibt es wegen früheren Besatzes geringe Bestände an Äschen, Regenbogenforellen und Bachsaiblingen.

## Wasserkraftwerke
Beim Weiler Krebs wird der Fluss zu einem See aufgestaut, die Druckröhre eines Wasserkraftwerks mit über 30 Meter Höhenunterschied führt das Wasser ab. Dieses und ein kleineres Kraftwerk am Eibelebach der Weißachtal-Kraft-Werke versorgen etwa 1000 Menschen mit elektrischem Strom.